# Velký Šenov (stacja kolejowa)
Velký Šenov – stacja kolejowa w Velkým Šenovie, w kraju usteckim, w Czechach. Znajduje się na wysokości 365 m n.p.m.
Jest zarządzana przez Správę železnic. Na stacji nie ma możliwości zakupu biletów, a obsługa podróżnych odbywa się w pociągu.

## Linie kolejowe
- Rumburk – Sebnitz